# Neu Königsaue
Neu Königsaue este o comună în Saxonia-Anhalt, Germania
1. ↑  GeoNames